# サンクゼール
株式会社サンクゼールは、長野県飯綱町に本社を構える食品製造会社。商品の企画から製造、自社店舗での販売までを一貫して行う製造小売業の形態をとっており、サンクゼール、久世福商店、THE GROCERY&WINEの3ブランドでの店舗展開を行っている。

## 概要
食品卸売業社久世の創業者久世福松の三男で、斑尾高原でペンションを経営していた久世良三が斑尾高原農場の社名で1982年に設立。当初、ペンションを辞めても生計が立てられる職として始めたリンゴジャムの販売を皮切りに、工場でのジャムの製造を開始。現在はジャム以外にもパスタソース、ドレッシング、各種酒類（ワイン、シードル、アップル・ブランデー）を生産している。また「農場から食卓まで」をコンセプトに掲げ、品質に自信のある商品を顧客に届けることを目的に小売業に進出。2019年4月末時点で150店舗以上の自社店舗を構え、アメリカにも「KUZE FUKU & SONS」ブランドで商品展開をしている。
飯綱町にある本社（サンクゼールの丘）ではワイナリー・レストラン・チャペルを運営しており、隣接するブドウ園では主にシャルドネ、メルロー、カベルネ、ピノ・ノワールの栽培に力を入れている。
農林水産省より、6次産業化への問題意識が高い企業として評価されている。
社名のサンクゼールは、創業者の名字である「久世」から取られている。ブランドの久世福商店は前述の久世福松が由来となっている。

## 沿革
会社サイトより参照。
- 1975年（昭和50年） - 久世良三がペンション経営を開始[10]。
- 1979年（昭和54年）6月1日 - 久世まゆみが手作りジャム製造販売を開始[10]。
- 1982年（昭和57年）- 株式会社斑尾高原農場を設立[10]。
- 1985年（昭和60年）- 三水村へ本社・工場・農園の建設プロジェクトスタート。
- 1986年（昭和61年）- 旧三水村の村政100周年記念事業として誘致が決定[5]。
- 1987年（昭和62年）- 用地1万6,000平方メートル取得完了。本社・工場・事務所の工事開始。
- 1988年（昭和63年）- 本社移転、工場竣工
- 1989年（平成元年）- ファームリゾート株式会社を設立。レストラン「サンクゼール」オープン。農業法人「三水ワイン生産農園」を設立。
- 1990年（平成2年） - ワイナリー新設。
- 1994年（平成6年） - 果実酒製造免許取得。
- 1996年（平成8年） - リキュール類の酒類製造免許取得。
- 1998年（平成10年） - 自家製くるみバターが長野オリンピックの公式ライセンス商品に選ばれる[11]。
- 1999年（平成11年） - サンクゼール軽井沢店（直営店1号店）オープン[5]。
- 2002年（平成14年） - 世界モンドセレクションでガルバッチョソース、旬のラ・フランスジャム、信州産そばパスタが金賞を受賞。
- 2003年（平成15年） - 世界モンドセレクションで旬りんごジャム、AFブルーベリージャムが大金賞を農場ソース、パスタソースガーリック&トマトが金賞を受賞。
- 2004年（平成16年） - 世界モンドセレクションでAFあんずジャムが大金賞をAFいちごジャムが金賞を受賞。
- 2005年（平成17年） - 株式会社サンクゼールに社名を変更[12]。モンドセレクションで「ゆずジャム」が大金賞を受賞した[10]。
- 2006年（平成18年）
  - フランスの国際ワインコンクールで、サンクゼール「SION」が金賞を受賞。
  - 世界モンドセレクションでAFりんごジャム、ステーキガーリックソースが金賞を受賞。
  - シャトーサンクゼール本館が竣工。
- 2011年（平成23年） - 長野県ものづくり大賞受賞[13]。
- 2013年（平成25年）
  - 6月 - 第10回日本パートナーシップ大賞、グランプリ・特別賞トヨタスマイル賞を受賞[14]。
  - 12月 - 千葉県・イオンモール幕張新都心に久世福商店1号店をオープン[5][15]。
- 2016年（平成28年）
  - 11月 - 信州ブランドアワード2016にてサンクゼールが企業・事業ブランド部門賞を受賞。
  - 100店舗を達成[5]。
- 2017年（平成29年）
  - 4月 - St.Cousair Oregon Orchards,Inc.（SCOO社）設立（米国・オレゴン）[16]
  - 5月 - いいづなシードルブランデーの製造を開始。
- 2018年（平成30年）
  - 8月 - JAPAN CIDER AWARDS 2018で「飯綱シードル2017 シードル・ふじ」・「飯綱シードル2017 ふじ・高坂りんご」・「サンクゼールシードル」が受賞。
  - 12月 - SCOO社が「St.Cousair, Inc.」（SCI社）に社名変更[17]。
- 2019年（平成31年）4月 - 150店舗を達成[5]。
- 2022年（令和4年）12月21日 - 東京証券取引所グロース市場に上場[18]。

## 不祥事
2020年（令和2年）3月19日、公正取引委員会は、2017年12月から2019年7月の間、サンクゼールが食品製造の下請事業者に対し、商品を納める物流センターの運営に関する費用を、下請け代金の一部から差し引く契約に一方的に変えていたとして、下請法違反で再発防止をするように勧告したと発表した。差し引かれた金額は総額にして約3725万円で、事業者は下請代金の単価改定の機会や自社店舗などに直接納品するかを決める機会すら与えられていなかったという。
なおサンクゼールは2020年1月18日、同年2月28日に運営費用として徴収していた金額を事業者側に支払っている。

## テレビ番組
- 日経スペシャル カンブリア宮殿 農村を磨いて本物を生む！ 主婦が殺到する人気ブランド店の秘密！！（2016年11月3日、テレビ東京）[22]